# Nguồn gốc X-Men: Người Sói
Người Sói (tựa gốc: X-Men Origins: Wolverine) là một phim điện ảnh siêu anh hùng của Mỹ năm 2009 dựa trên nhân vật Wolverine của Marvel Comics. Phim được phát hành ngày 28 tháng 4 năm 2009 ở Hà Lan và trên phạm vi toàn thế giới vào ngày 1 tháng 5. Phim do đạo diễn Gavin Hood và các ngôi sao Hugh Jackman trong vai nhân vật chính, cùng với Liev Schreiber, Danny Huston, Lynn Collins, Taylor Kitsch và Ryan Reynolds. Đây là một phim thuộc dạng prequel của loạt 3 phim X-Men. Bối cảnh của phim nằm vào khoảng 10-17 năm trước loạt phim X-Men. Nội dung phim nhắm vào quá khứ của nhân vật Wolverine, khi anh còn là thành viên của Biệt đội X, cuộc gặp gỡ với đại tá William Stryker, về chương trình Weapon X, và quan hệ của Wolverine với các dị nhân khác - đặc biệt là với người anh cùng cha khác mẹ, Victor Creed. Phim được quay chủ yếu ở Úc và New Zealand.

## Nội dung
Vào năm 1845 ở Canada, cậu bé James Howlett nhìn thấy cảnh cha của mình bị người làm vườn Thomas Logan giết chết. Tâm trạng đau thương đã kích động sự đột biến: móng vuốt trồi ra từ bàn tay cậu bé, và cậu đã giết chết Logan. Trước lúc chết, Logan bảo James rằng ông ta là cha ruột cậu bé. James bỏ trốn với đứa con trai bị ngược đãi của Logan (anh cùng cha khác mẹ của James) - Victor Creed. Cả hai sống sót sau hơn 1 thế kỷ, từ cuộc Nội chiến Hoa Kỳ đến cả hai cuộc Chiến tranh thế giới. Trong Chiến tranh Việt Nam, Victor giết chết thượng cấp của mình khi chỉ huy ngăn cản anh ta thực hiện một cuộc hãm hiếp. James đã bảo vệ anh trai và cả hai bị hành quyết. Nhưng họ lại sống sót. Thiếu tá William Stryker đã tiếp xúc với họ và đề nghị gia nhập Biệt đội X, một nhóm tập hợp các dị nhân, bao gồm tay thiện xạ Agent Zero, tay lính đánh thuê Wade Wilson, người có khả năng dịch chuyển tức thời John Wraith, nhà vô địch Fred Dukes và người điều khiển được điện năng Chris Bradley. Cả hai gia nhập đội, nhưng những hoạt động đáng ngờ của đội khiến James bỏ đi.
6 năm sau, James (bấy giờ lấy tên là Logan) đến sống ở Canada với bạn gái, Kayla Silverfox. Đại tá Stryker tìm ra Logan và cảnh báo anh rằng có người nào đó đang tìm giết những thành viên của biệt đội. Chẳng bao lâu sau đó, Victor đã giết Kayla và đánh bại Logan. Stryker đưa ra một cách giúp Logan hạ Victor. Logan đã trải qua một cuộc phẫu thuật để gia cố khung xương của mình với chất adamantium, một kim loại hầu như không thể phá hủy. Trước khi tiến hành cuộc phẫu thuật, Logan muốn có 1 thẻ bài mới với tên "Wolverine". Stryker ra lệnh xóa sạch ký ức của Wolverine, nhưng Wolverine đã nghe được và bỏ trốn. Đồng đội cũ của anh là Zero đã đuổi theo. Wolverine đến ẩn náu trong kho thóc của một đôi vợ chồng già, họ đã cho anh ở qua đêm. Nhưng Zero đã tấn công, giết chết đôi vợ chồng nọ. Wolverine sau đó đã giết chết Zero.
Wolverine tìm thấy Wraith và Dukes, hỏi họ về phòng thí nghiệm mới của Stryker. Họ kể rằng Stryker đang thực hiện nhiều cuộc thí nghiệm trên các dị nhân. Một dị nhân là Remy LeBeau ("Gambit") đã trốn thoát, anh ta là người biết địa điểm của phòng thí nghiệm. Wraith và Wolverine đã đi tìm Gambit để hỏi về địa điểm của phòng thí nghiệm, nhưng Gambit ngờ rằng Wolverine được gửi đến để bắt anh ta trở lại phòng thí nghiệm nên đã tấn công Wolverine. Victor giết chết Wraith và lấy mẫu máu của anh. Với sức mạnh mới của mình, Wolverine đã tấn công Victor và gần như giết chết anh ta. Gambit ngăn trở cuộc đấu, giúp Victor chạy thoát. Sau khi chứng kiến sự thành thật của Wolverine, Gambit đã đưa anh đến phòng thí nghiệm của Stryker trên "Hòn đảo Ba dặm" ("Three Mile Island"). Tại đó Wolverine khám phá ra Silverfox vẫn còn sống và đang hợp tác với Stryker để đổi lấy sự an toàn cho người em bị bắt làm con tin.
Dù vậy, cô vẫn còn yêu Wolverine chân thành. Cảm thấy đau đớn và bị phản bội, Wolverine đã quyết định bỏ đi. Trong khi đó, Stryker từ chối cho Victor chất adamantium như lời hứa trước đây và cho rằng Victor sẽ không thể vượt qua được quá trình gia cố khung xương bằng adamantium. Điên tiết, Victor định giết Kayla, nhưng Logan đã nghe thấy tiếng kêu cứu và ra tay ngăn cản Victor. Logan gần như giết chết Victor nhưng sau đó đã bỏ mặc Victor, quay sang giúp Kayla giải thoát những dị nhân bị cầm tù.
Stryker kích hoạt Vũ khí XI, trước đây chính là Wade Wilson, nhưng giờ đây biến thành "sát thủ dị nhân" với nhiều năng lực của những người đột biến khác, và được Stryker gọi là "The Deadpool". Logan giữ chân Vũ khí XI để những người khác chạy thoát. Nhóm này sau đó gặp được Giáo sư Charles Xavier, người muốn đưa họ vầ Biệt thự X, trường học của ông. Bị thương nặng, Kayla quyết định ở lại.
Logan kéo Vũ khí XI lên đỉnh của một trong những ngọn tháp làm mát. Anh suýt bị giết nhưng được Victor cứu kịp lúc. Hai người hợp tác với nhau như ngày xưa và cùng tiêu diệt Deadpool. Logan chém bay đầu Vũ khí XI và đạp hắn xuống khỏi ngọn tháp, nhưng một trong những sức mạnh của Vũ khí XI làm ngọn tháp sụp xuống. Victor nhảy khỏi ngọn tháp sau khi nói với Logan rằng hai người khi đã là anh em thì không thể chấm dứt được. Khi một trong những mảnh tháp vở đổ xuống Logan, Gambit xuất hiện và cứu anh. Hai người chia nhau đi tìm những người khác. Logan tìm thấy Kayla, anh đưa cô đi thì bị Stryker tấn công. Stryker bắn thẳng hai viên đạn Adamantium vào đầu Logan làm anh ngất đi. Kayla dùng hết sức mạnh cuối cùng của mình để bắt Stryer bước đi mãi mãi, cho tới khi đôi chân tứa máu.
Gambit nhìn thấy lũ trẻ đi theo Giáo sư X, anh trở lại chỗ Logan. Logan tỉnh dậy, không hề nhớ mình là ai hay bất cứ chuyện gì khác kể cả Kayla. Khi Gambit muốn đưa anh chạy khỏi nơi đó, Logan nói anh sẽ tự tìm ra con đường cho chính mình.
Nhiều ngày sau đó, một nhóm quân đội tìm thấy William Stryker và bắt hắn vì bị nghi liên quan tới cái chết của Tướng Munson.
Logan sau đó lưu lạc tới Nhật Bản. Trong một quán bar, người phục vụ hỏi có phải anh muốn tìm đến rượu để quên đi chuyện gì, Logan trả lời rằng anh uống rượu để nhớ.